# Norbert Kiss
Norbert Kiss (ur. 2 maja 1985 w Szombathely) – węgierski kierowca wyścigowy.

## Biografia
Karierę rozpoczął w 2005 roku od startów w Pucharze Opla Astry, w którym na koniec sezonu zajął piąte miejsce. Rok później startował w Pucharze Renault Clio, w którym wygrał dziesięć wyścigów i zdobył tytuł mistrzowski. W 2007 roku po odniesieniu ośmiu zwycięstw wygrał z kolei Puchar Seata Leóna. W tym samym roku zadebiutował w Porsche Supercup. W sezonie 2008 obronił mistrzostwo w Pucharze Seata Leóna. W roku 2009 wygrał Puchar Suzuki Swifta i Węgierską Formułę Renault, a w Węgierskiej Formule 2000 zdobył wicemistrzostwo. W sezonie 2010 startował w różnych seriach, takich jak Mistrzostwa Europy Strefy Centralnej (E2-2000), Hiszpański Superpuchar Seata Leóna (szósta pozycja) i Północnoeuropejski Puchar Formuły Renault 2.0.
W sezonie 2011 zadebiutował w serii European Truck Racing Championship. Ścigał się wówczas ciężarówką marki MAN, wygrywając jeden wyścig i zajmując na koniec sezonu dwunaste miejsce. W 2012 roku był dziesiąty, a w 2013 – czwarty. W sezonie 2014 zdobył swój pierwszy tytuł mistrzowski, który obronił rok później po wygraniu dziewiętnastu wyścigów, co jest rekordem serii. Przed sezonem 2016 Kiss zmienił zespół na Tankpool 24 Racing i rozpoczął ściganie się Mercedesem. Na koniec sezonu Węgier był piąty, a rok później – trzeci. W 2018 roku ponownie zajął piątą pozycję, a sezon 2019 zakończył na szóstym miejscu w klasyfikacji.

## Wyniki
| Legenda oznaczeń w tabelach wyników Wyświetl szablon na nowej stronie | Legenda oznaczeń w tabelach wyników Wyświetl szablon na nowej stronie                                                                     |
| Oznaczenie                                                            | Wyjaśnienie |
| --------------------------------------------------------------------- | --- |
| Złoty                                                                 | Zwycięzca lub mistrzostwo |
| Srebrny                                                               | 2. miejsce lub wicemistrzostwo |
| Brązowy                                                               | 3. miejsce lub II wicemistrzostwo |
| Zielony                                                               | Ukończył, punktował (w klasyfikacji generalnej, gdy zdobył co najmniej jeden punkt na przestrzeni sezonu, poza trzema powyższymi opcjami) |
| Niebieski                                                             | Ukończył, nie punktował (w klasyfikacji generalnej, gdy nie zdobył co najmniej jednego punktu na przestrzeni sezonu)                      |
| Czerwony                                                              | Nie zakwalifikował się (NZ) |
| Czerwony                                                              | Nie prekwalifikował się (NPK) |
| Różowy                                                                | Nie ukończył (NU) |
| Różowy                                                                | Niesklasyfikowany (NS) (w klasyfikacji generalnej, gdy nie został sklasyfikowany w żadnym wyścigu sezonu)                                 |
| Czarny                                                                | Zdyskwalifikowany (DK) |
| Czarny                                                                | Wykluczony (WYK/EX) |
| Biały                                                                 | Nie wystartował (NW) |
| Biały                                                                 | Kontuzjowany (K/INJ) |
| Biały                                                                 | Wyścig odwołany (OD/C) |
| Bez koloru                                                            | Został wycofany (WYC/WD) |
| Bez koloru                                                            | Nie przybył (NP/DNA) |
| Bez koloru                                                            | Nie brał udziału w treningach (NT/DNP) |
| Bez koloru                                                            | Nie został zgłoszony (–) |
| Pogrubienie                                                           | Start z pole position |
| Kursywa                                                               | Najszybsze okrążenie wyścigu |
| †                                                                     | Nie ukończył, ale jego rezultat został zaliczony ze względu na przejechanie więcej niż 90% dystansu wyścigu.                              |
| *                                                                     | Sezon w trakcie |
| 1/2/3                                                                 | Punktowana pozycja w sprincie kwalifikacyjnym                                                                                             |
| Lista systemów punktacji Formuły 1                                    | |

### Porsche Supercup
| Rok  | Zespół     | Samochód            | Wyniki w poszczególnych eliminacjach | Wyniki w poszczególnych eliminacjach | Wyniki w poszczególnych eliminacjach | Wyniki w poszczególnych eliminacjach | Wyniki w poszczególnych eliminacjach | Wyniki w poszczególnych eliminacjach | Wyniki w poszczególnych eliminacjach | Wyniki w poszczególnych eliminacjach | Wyniki w poszczególnych eliminacjach | Wyniki w poszczególnych eliminacjach | Wyniki w poszczególnych eliminacjach | Pkt. | Msc. |
| ---- | ---------- | ------------------- | ------------------------------------ | ------------------------------------ | ------------------------------------ | ------------------------------------ | ------------------------------------ | ------------------------------------ | ------------------------------------ | ------------------------------------ | ------------------------------------ | ------------------------------------ | ------------------------------------ | ---- | ---- |
| 2007 |            |                     | Bahrajn                              | Bahrajn                              | Hiszpania                            | Monako                               | Francja                              | Wielka Brytania                      | Niemcy                               | Węgry                                | Turcja                               | Włochy                               | Belgia                               | 0    | NS   |
| 2007 | Porsche AG | Porsche 911 Carrera | -                                    | -                                    | -                                    | -                                    | -                                    | -                                    | -                                    | 16                                   | -                                    | -                                    | -                                    | 0    | NS   |

### Węgierska Formuła Renault
| Rok  | Zespół            | Samochód      | Silnik  | Wyniki w poszczególnych eliminacjach | Wyniki w poszczególnych eliminacjach | Wyniki w poszczególnych eliminacjach | Wyniki w poszczególnych eliminacjach | Wyniki w poszczególnych eliminacjach | Wyniki w poszczególnych eliminacjach | Wyniki w poszczególnych eliminacjach | Wyniki w poszczególnych eliminacjach | Wyniki w poszczególnych eliminacjach | Wyniki w poszczególnych eliminacjach | Pkt. | Msc. |
| ---- | ----------------- | ------------- | ------- | ------------------------------------ | ------------------------------------ | ------------------------------------ | ------------------------------------ | ------------------------------------ | ------------------------------------ | ------------------------------------ | ------------------------------------ | ------------------------------------ | ------------------------------------ | ---- | ---- |
| 2009 |                   |               |         | Węgry                                | Węgry                                | Węgry                                | Węgry                                | Węgry                                | Węgry                                | Węgry                                | Węgry                                | Węgry                                | Węgry                                | 58   | 1    |
| 2009 | Procar Motorsport | Tatuus FR2000 | Renault | 4                                    | NU                                   | 1                                    | 1                                    | 1                                    | 1                                    | 1                                    | 2                                    | 2                                    | 3                                    | 58   | 1    |

### Węgierska Formuła 2000
| Rok  | Zespół            | Samochód      | Silnik  | Wyniki w poszczególnych eliminacjach | Wyniki w poszczególnych eliminacjach | Wyniki w poszczególnych eliminacjach | Wyniki w poszczególnych eliminacjach | Wyniki w poszczególnych eliminacjach | Wyniki w poszczególnych eliminacjach | Wyniki w poszczególnych eliminacjach | Wyniki w poszczególnych eliminacjach | Wyniki w poszczególnych eliminacjach | Wyniki w poszczególnych eliminacjach | Pkt. | Msc. |
| ---- | ----------------- | ------------- | ------- | ------------------------------------ | ------------------------------------ | ------------------------------------ | ------------------------------------ | ------------------------------------ | ------------------------------------ | ------------------------------------ | ------------------------------------ | ------------------------------------ | ------------------------------------ | ---- | ---- |
| 2009 |                   |               |         | Węgry                                | Węgry                                | Węgry                                | Węgry                                | Węgry                                | Węgry                                | Węgry                                | Węgry                                | Węgry                                | Węgry                                | 42   | 3    |
| 2009 | Procar Motorsport | Tatuus FR2000 | Renault | 6                                    | NU                                   | 2                                    | 2                                    | 1                                    | 1                                    | 1                                    | 3                                    | 6                                    | 7                                    | 42   | 3    |
| 2010 |                   |               |         | Węgry                                | Węgry                                | Węgry                                | Węgry                                | Słowacja                             | Słowacja                             | Węgry                                | Węgry                                | Austria                              | Austria                              | 15   | NS   |
| 2010 | ACS Motorsport    | Tatuus FR2000 | Renault | 5                                    | 6                                    | -                                    | -                                    | 6                                    | 4                                    | -                                    | -                                    | -                                    | -                                    | 15   | NS   |

### Północnoeuropejski Puchar Formuły Renault 2.0
| Rok  | Zespół         | Samochód      | Silnik  | Wyniki w poszczególnych eliminacjach | Wyniki w poszczególnych eliminacjach | Wyniki w poszczególnych eliminacjach | Wyniki w poszczególnych eliminacjach | Wyniki w poszczególnych eliminacjach | Wyniki w poszczególnych eliminacjach | Wyniki w poszczególnych eliminacjach | Wyniki w poszczególnych eliminacjach | Wyniki w poszczególnych eliminacjach | Wyniki w poszczególnych eliminacjach | Wyniki w poszczególnych eliminacjach | Wyniki w poszczególnych eliminacjach | Wyniki w poszczególnych eliminacjach | Wyniki w poszczególnych eliminacjach | Wyniki w poszczególnych eliminacjach | Wyniki w poszczególnych eliminacjach | Wyniki w poszczególnych eliminacjach | Wyniki w poszczególnych eliminacjach | Wyniki w poszczególnych eliminacjach | Pkt. | Msc. |
| ---- | -------------- | ------------- | ------- | ------------------------------------ | ------------------------------------ | ------------------------------------ | ------------------------------------ | ------------------------------------ | ------------------------------------ | ------------------------------------ | ------------------------------------ | ------------------------------------ | ------------------------------------ | ------------------------------------ | ------------------------------------ | ------------------------------------ | ------------------------------------ | ------------------------------------ | ------------------------------------ | ------------------------------------ | ------------------------------------ | ------------------------------------ | ---- | ---- |
| 2010 |                |               |         | Niemcy                               | Niemcy                               | Czechy                               | Czechy                               | Holandia                             | Holandia                             | Niemcy                               | Niemcy                               | Niemcy                               | Holandia                             | Holandia                             | Czechy                               | Czechy                               | Czechy                               | Belgia                               | Belgia                               | Belgia                               | Niemcy                               | Niemcy                               | 25   | 18   |
| 2010 | ACS Motorsport | Tatuus FR2000 | Renault | -                                    | -                                    | -                                    | -                                    | -                                    | -                                    | -                                    | -                                    | -                                    | -                                    | -                                    | 16                                   | NU                                   | 23                                   | -                                    | -                                    | -                                    | -                                    | -                                    | 25   | 18   |

### European Touring Car Cup
| Rok  | Zespół        | Samochód       | Wyniki w poszczególnych eliminacjach | Wyniki w poszczególnych eliminacjach | Wyniki w poszczególnych eliminacjach | Wyniki w poszczególnych eliminacjach | Wyniki w poszczególnych eliminacjach | Wyniki w poszczególnych eliminacjach | Wyniki w poszczególnych eliminacjach | Wyniki w poszczególnych eliminacjach | Wyniki w poszczególnych eliminacjach | Wyniki w poszczególnych eliminacjach | Pkt. | Msc. |
| ---- | ------------- | -------------- | ------------------------------------ | ------------------------------------ | ------------------------------------ | ------------------------------------ | ------------------------------------ | ------------------------------------ | ------------------------------------ | ------------------------------------ | ------------------------------------ | ------------------------------------ | ---- | ---- |
| 2014 |               |                | Francja                              | Francja                              | Słowacja                             | Słowacja                             | Austria                              | Austria                              | Belgia                               | Belgia                               | Włochy                               | Włochy                               | 24   | 7    |
| 2014 | Team Unicorse | Alfa Romeo 156 | NU                                   | NW                                   | 1                                    | 4                                    | -                                    | -                                    | -                                    | -                                    | -                                    | -                                    | 24   | 7    |